# Vrbice (kraj południowoczeski)
Vrbice – miejscowość i gmina (obec) w Czechach, w kraju południowoczeskim, w powiecie Prachatice. W 2022 roku liczyła 60 mieszkańców.